# 加里斯堡 (北卡羅萊納州)
加里斯堡（英語：Garysburg）是一個位於美國北卡羅萊納州北安普頓縣的城鎮。

## 人口
根據2020年美國人口普查的數據，加里斯堡的面積為2.44平方千米，皆為陸地。當地共有人口904人，而人口密度為每平方千米370人。